# Intermediäres Gestein
Ein intermediäres Gestein ist ein magmatisches Gestein mit einem SiO2-Gehalt zwischen 52 und 63 Gewichtsprozent. Es liegt damit zwischen dem basischen Gestein (45 und 52 %) und dem sauren Gestein (mehr als 63 %).
Typische intermediäre Gesteine sind Andesit und Trachyt (vulkanisch/aphanitisch) sowie Diorit bzw. Syenit (plutonisch/phaneritisch).